# Calipatria
Calipatria är en stad i Imperial County i sydligaste Kalifornien, USA, nära countyts huvudort El Centro. 
Invånarantalet var 7 289 vid folkräkningen år 2000. Orten är belägen vid California State Route 111, cirka 60 km norr om gränsen till Mexiko. Den ligger 56 meter under havets nivå och är den lägst liggande staden på västra halvklotet.
I den nordöstra delen av staden ligger det delstatliga fängelset Calipatria State Prison.